# Liste du patrimoine mondial en Somalie
Cet article recense les sites inscrits au patrimoine mondial en Somalie.

## Statistiques
La Somalie ratifie la Convention pour la protection du patrimoine mondial, culturel et naturel le 23 juillet 2020.
En 2025, Somalie ne compte aucun site inscrit au patrimoine mondial. Le pays a cependant soumis trois sites à sa liste indicative, deux naturels et un culturel.

## Liste
Les biens suivants sont inscrits sur la liste indicative de la Somalie au début 2024. Les noms fournis par la Somalie sont en anglais : les traductions en français sont données ici à titre indicatif. 
| Id.  | Bien                             | État / Région | Année | Critères et notes                | Coordonnées                 | Illus. |
| ---- | -------------------------------- | ------------- | ----- | -------------------------------- | --------------------------- | ------ |
| 6753 | Brousses et prairies d'Hobyo     | Galmudug      | 2024  | Naturel, (ix), (x)               | 4° 26′ 06″ N, 47° 29′ 35″ E |        |
| 6752 | Parc national de Bushbush        | Jubaland      | 2024  | Naturel, (ix), (x)               | 1° 23′ S, 41° 35′ E         |        |
| 6754 | Phare de Mogadiscio Secondo-Lido | Banaadir      | 2025  | Culturel, (i), (ii), (iii), (iv) | 2° 01′ 59″ N, 45° 20′ 38″ E |        |